# Beaudesert
Beaudesert (5 338 habitants) est une ville du sud-est du Queensland en Australie à 69 km au sud de Brisbane. Elle doit son nom au parc Beau Desert, propriété de Charles Henry Alexander Paget, 6e marquis d'Anglesey, dans le Staffordshire, en Angleterre et lieu de naissance d'Edward Hawkins, première personne à revendiquer une propriété dans la région.

## Référence
- Statistiques sur Beaudesert